# Халтан
Халтан (азерб. Xaltan) — село в Губинском районе Азербайджана.

## География
Расположено в предгорной местности, в 66 км к югу от административного центра района — города Губа.

## Население
Материалы посемейных списков на 1886 год показывают в Халтанъ 2025 жителей (259 дымов) и все таты, из которых 1948 крестьяне на казённой земле (253 дыма) и 77 представителей суннитского духовенства.        
По Азербайджанской сельскохозяйственной переписи 1921 года Халтан являлся центром одноимённого сельского общества Кубинского уезда Азербайджанской ССР. В селе насчитывалось 36 хозяйств, в которых проживало 179 человек (мужчин — 91, женщин — 88). Преобладающая национальность — таты. Согласно данным на 1 января 1933 года Халтан входил в состав Дивичинского района Азербайджанской ССР. В селе проживали 770 человек в 146 хозяйствах. Подавляющее большинство населения сельсовета состоявшего также из сёл (Джархачы, Мучу, Нюта, Ренгдар) — 99,7 % обозначалось татами.
По состоянию на конец 1980-х  годов численность населения села — 447 человек. Основное занятие жителей — животноводство. Из инфраструктуры имелись школа-восьмилетка, библиотека, клуб, медицинский пункт.       
В Халтане родился ашыг Халтанлы Таги — представитель ширванской ашугской школы, писавший стихи на татском и азербайджанском языках.

## Достопримечательности
Главной достопримечательностью села являются близлежащие гидрокарбонатно-натриевые минеральные источники.
Ф. А. Шнитников в «Описание Кубинской провинции 1832 г.» пишет: «Изобильные и здоровые воды в магалах Бармакском, реки Ата-чай, ручей Туг. В Бдугском в каждой деревне родники, а при сел. Халтан два родника горных вод.». В 3 км к юго-западу от Халтана, расположены остатки средневекового поселения «Галача». Специальная археологическая экспедиция «Свод археологических памятников Азербайджана» (САПА) зафиксировала и обследовала его в 1980 году. Во время исследований были обнаружены различные керамические изделия. Памятник предположительно датируется XIV — XVI веками.

## Народные ремёсла
В прошлом в Халтане были развиты кузнечное и медное ремёсла и также художественная деревообработка.